# Manjeet Kaur
Manjeet Kaur (née le 2 avril 1982) est une athlète indienne spécialiste du 400 mètres. 

## Biographie
Lors de Jeux asiatiques de 2006, Manjeet Kaur remporte la médaille d'argent sur 400 mètres, derrière la Kazakhe Olga Tereshkova. Sur 4 × 400 mètres, elle remporte l'or au sein de relais indien.

### Palmarès
| Date | Compétition                  | Lieu      | Résultat | Épreuve   | Performance   |
| ---- | ---------------------------- | --------- | -------- | --------- | ------------- |
| 2002 | Jeux asiatiques              | Busan     | 1re      | 4 × 400 m | 3 min 30 s 84 |
| 2003 | Championnats d'Asie          | Manille   | 3e       | 4 × 400 m | 3 min 35 s 34 |
| 2005 | Championnats d'Asie          | Incheon   | 1re      | 400 m     | 51 s 50       |
| 2005 | Championnats d'Asie          | Incheon   | 1re      | 4 × 400 m | 3 min 30 s 93 |
| 2006 | Jeux du Commonwealth         | Melbourne | 7e       | 400 m     | 52 s 58       |
| 2006 | Jeux du Commonwealth         | Melbourne | 2e       | 4 × 400 m | 3 min 29 s 57 |
| 2006 | Coupe du monde des nations   | Athènes   | 9e       | 4 × 400 m | 3 min 38 s 85 |
| 2006 | Jeux asiatiques              | Doha      | 2e       | 400 m     | 52 s 17       |
| 2006 | Jeux asiatiques              | Doha      | 1re      | 4 × 400 m | 3 min 32 s 95 |
| 2007 | Championnats d'Asie          | Amman     | 1re      | 4 × 400 m | 3 min 33 s 39 |
| 2008 | Championnats d'Asie en salle | Doha      | 1re      | 4 × 400 m | 3 min 37 s 46 |
| 2009 | Championnats d'Asie          | Canton    | 3e       | 400 m     | 53 s 66       |
| 2009 | Championnats d'Asie          | Canton    | 2e       | 4 × 400 m | 3 min 31 s 62 |
| 2010 | Jeux du Commonwealth         | New Delhi | 1re      | 4 × 400 m | 3 min 27 s 77 |
| 2010 | Jeux asiatiques              | Canton    | 5e       | 400 m     | 53 s 27       |
| 2010 | Jeux asiatiques              | Canton    | 1re      | 4 × 400 m | 3 min 29 s 02 |

### Records
| Épreuve    | Performance | Lieu    | Date         |
| ---------- | ----------- | ------- | ------------ |
| 400 mètres | 51 s 05     | Chennai | 16 juin 2004 |